# Сюзанн Ґоссік
Сюзанн Ґоссік (англ. Sue Gossick, 12 листопада 1947) — американська стрибунка у воду.
Олімпійська чемпіонка 1968 року, учасниця 1964 року.
Переможниця Панамериканських ігор 1967 року.